# San Mateo Río Hondo
San Mateo Río Hondo là một đô thị thuộc bang Oaxaca, México. Năm 2005, dân số của đô thị này là 2806 người.